# Zakład lecznictwa uzdrowiskowego
Zakład lecznictwa uzdrowiskowego – zakład leczniczy, w którym podmiot leczniczy wykonuje działalność leczniczą, działający na obszarze uzdrowiska, utworzony w celu udzielania świadczeń zdrowotnych z zakresu lecznictwa uzdrowiskowego albo rehabilitacji uzdrowiskowej, w ramach kierunków leczniczych i przeciwwskazań ustalonych dla danego uzdrowiska, w szczególności wykorzystujących warunki naturalne uzdrowiska przy udzielaniu świadczeń zdrowotnych.
Zakładami lecznictwa uzdrowiskowego są:
- szpitale uzdrowiskowe;
- sanatoria uzdrowiskowe;
- prewentoria uzdrowiskowe dla dzieci;
- przychodnie uzdrowiskowe.

W 2010 r. (według stanu z 31 grudnia) prowadziło działalność 268 zakładów lecznictwa uzdrowiskowego.